# Miss Global
Miss Global é um concurso de beleza feminino de nível internacional com média abrangência, tendo sua sede localizada em Los Angeles, nos Estados Unidos. O concurso que se originou na Califórnia, consegue reunir candidatas de até quarenta países por ano, tendo sua primeira final disputada em 2013. Seu objetivo é desenvolver uma candidata capacitada para ser uma propagadora da boa vontade, uma formadora de tendências de liderança e acima de tudo, uma embaixadora da beleza e da diversidade cultural. É caracterizado publicamente por autorizar a participação de mulheres que tenham filhos. 

## Vencedoras
Para o concurso nacional que envia a brasileira para esta disputa, vá até Belezas do Brasil.
| Ano  | Vencedora         | País                   | R     | Local            |
| 2013 | Emily Kiss        | Canadá                 | [ 2 ] | Los Angeles      |
| 2014 | Ela Mino          | Canadá                 | [ 3 ] | Los Angeles      |
| 2015 | Jessica Peart     | Austrália              | [ 4 ] | Manila           |
| 2016 | Angela Bonilla    | Equador                | [ 5 ] | Manila           |
| 2017 | Bárbara Vitorelli | Brasil                 | [ 6 ] | Phnom Penh       |
| 2018 | Sophia Ng         | Hong Kong              | [ 7 ] | Manila           |
| 2019 | Karolína Kokešová | República Checa        | [ 8 ] | Oaxaca           |
| 2021 | Jessica da Silva  | Emirados Árabes Unidos | -     | Concurso Virtual |
| 2022 | Shane Tormes      | Filipinas              | [ 9 ] | Bali             |

## Conquistas

### Por país

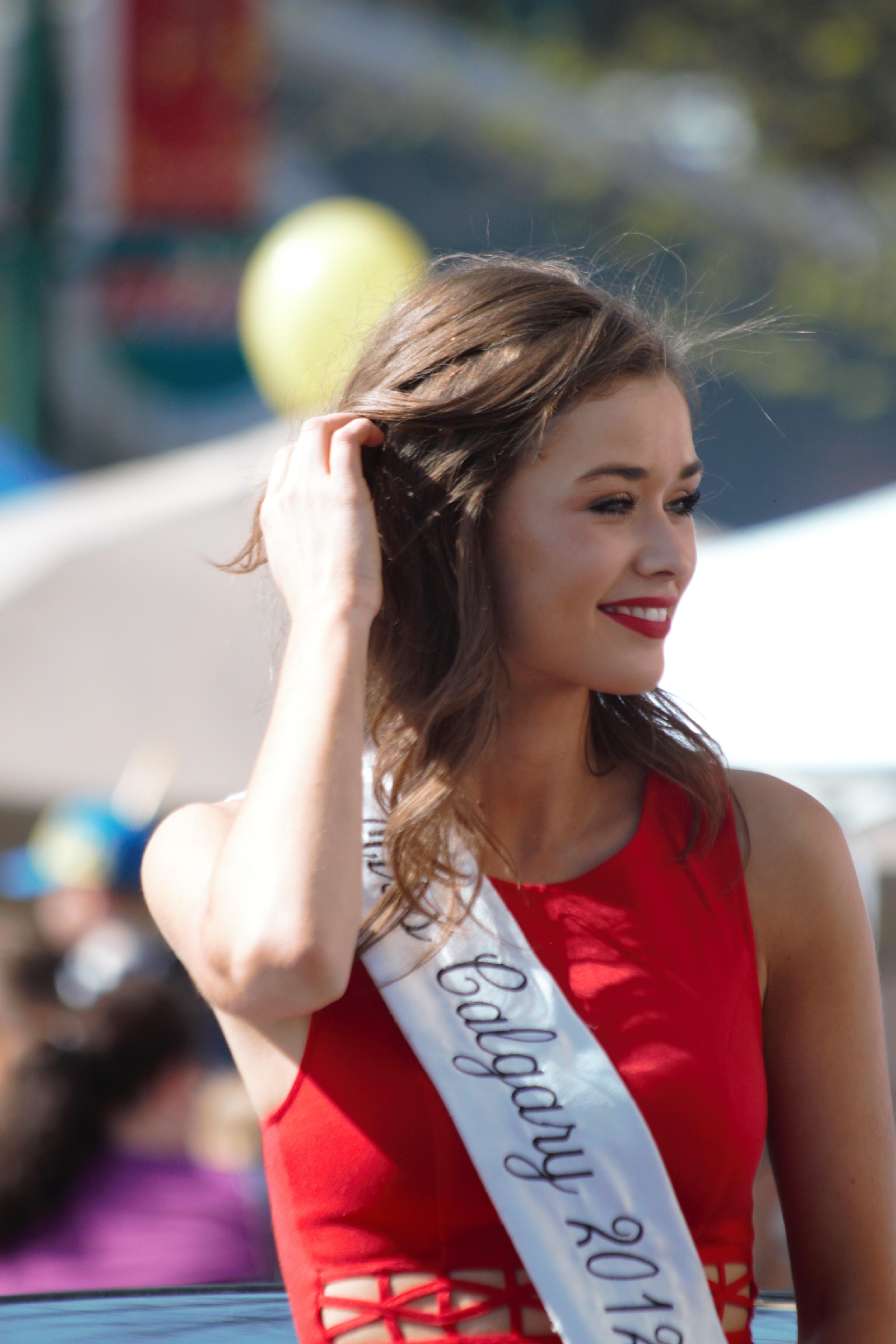
Na foto, a vencedora do concurso Miss Global 2014, a canadense de Calgary, Ela Mino.
| Títulos | País                   | Vitórias   |
| 2       | Canadá                 | 2013, 2014 |
| 1       | Filipinas              | 2022       |
| 1       | Emirados Árabes Unidos | 2021       |
| 1       | República Checa        | 2019       |
| 1       | Hong Kong              | 2018       |
| 1       | Brasil                 | 2017       |
| 1       | Equador                | 2016       |
| 1       | Austrália              | 2015       |

### Por continente
| Títulos | Continente | Última Vitória         |
| 4       | Américas   | Brasil (2017)          |
| 3       | Ásia       | Filipinas (2022)       |
| 1       | Europa     | República Checa (2019) |
| 1       | Oceania    | Austrália (2015)       |
| 0       | África     |                        |

## Escândalo na edição de 2019-2020
Em janeiro de 2020, durante a final, após a contagem das notas que determinou o top 5, Ramiro Gutierrez, patrocinador do concurso, descontente com o fato da Miss Global México não figurar entre as finalistas, entrou no palco e disse que o dono do Miss Global, Van M. Pham, havia decidido nomear um Top 18 diferente do Top 11 decidido anteriormente e que Pham ainda havia dito que havia erros na contagem dos votos. Ramiro, com Pham ao lado, disse: "Não podemos permitir que um senhor venha fazer uma fraude aqui em nossa casa. Nem que venha insultar a todos e dizer que somos ignorantes neste tema. O senhor é um fraudulento e não vamos permitir que continue com isso",  cancelando assim o evento e a transmissão.O anúncio da vencedora aconteceu uma hora depois da transmissão ao vivo, via You Tube, ter sido encerrada, tendo a candidata da República Checa, Karolina Kokesova, sido anunciada vencedora. 

Dias depois a organização do Miss Global publicou nota e enviou carta às candidatas e coordenadores esclarecendo toda a situação.